# Plebejus christophi
Plebejus christophi is een vlinder uit de familie van de Lycaenidae. De wetenschappelijke naam van de soort is voor het eerst geldig gepubliceerd in 1874 door Otto Staudinger. De soort komt voor in een uitgestrekt gebied dat loopt van de Kaukasus tot aan het noorden van Afghanistan.

## Synoniemen
- Lycaena argiva Staudinger, 1886
- Lycaena bracteata Butler, 1880

## Ondersoorten
- Plebejus christophi christophi
- Plebejus christophi nanshanica (Forster, 1936)
- Plebejus christophi transcaucasicus (Rebel, 1901)